# Ectemnorhinini
Ectemnorhinini es una tribu de insectos coleópteros curculiónidos pertenecientes a la subfamilia Entiminae.  

## Géneros
- Bothrometopus
- Canonopsis
- Christensenia
- Disker
- Ectemnorhinus
- Pachnobium
- Palirhoeus